# Mercedes-Benz F 700
De Mercedes-Benz F700 is de nieuwste research car van de Duitse automobielconstructeur Mercedes-Benz. De vorm van de auto is geïnspireerd op een vis. Indien de DiesOtto-motor (die de F 700 introduceert) in productie wordt genomen zal dit op de S-klasse zijn, en dan is het maar de vraag of het model dan S 180 zal genoemd worden.

## Motor
De motor is de DiesOtto-motor. In deze auto van 1,7 ton verbruikt deze 1.8-liter benzine maar 5,3 l/100 km, mede door een elektromotor van 20 pk en enkele batterijen.

## PreScan
De nieuwe ophanging is PreScan genaamd. Deze kan "zien" en "lezen". Aan de lichtblokken zitten lasers (van € 1.000/stuk) die tot 7 meter voor de auto het wegdek scannen (tot max. 150 km/h), voor een betere afstelling van de schokdempers. Het kan gecombineerd worden met het ABC-onderstel (dat geïntroduceerd werd door de Mercedes-Benz F 200 Imagination).
Als het regent of sneeuwt raken de sensoren in de war en valt men terug op het normale ABC.